# Bátavos

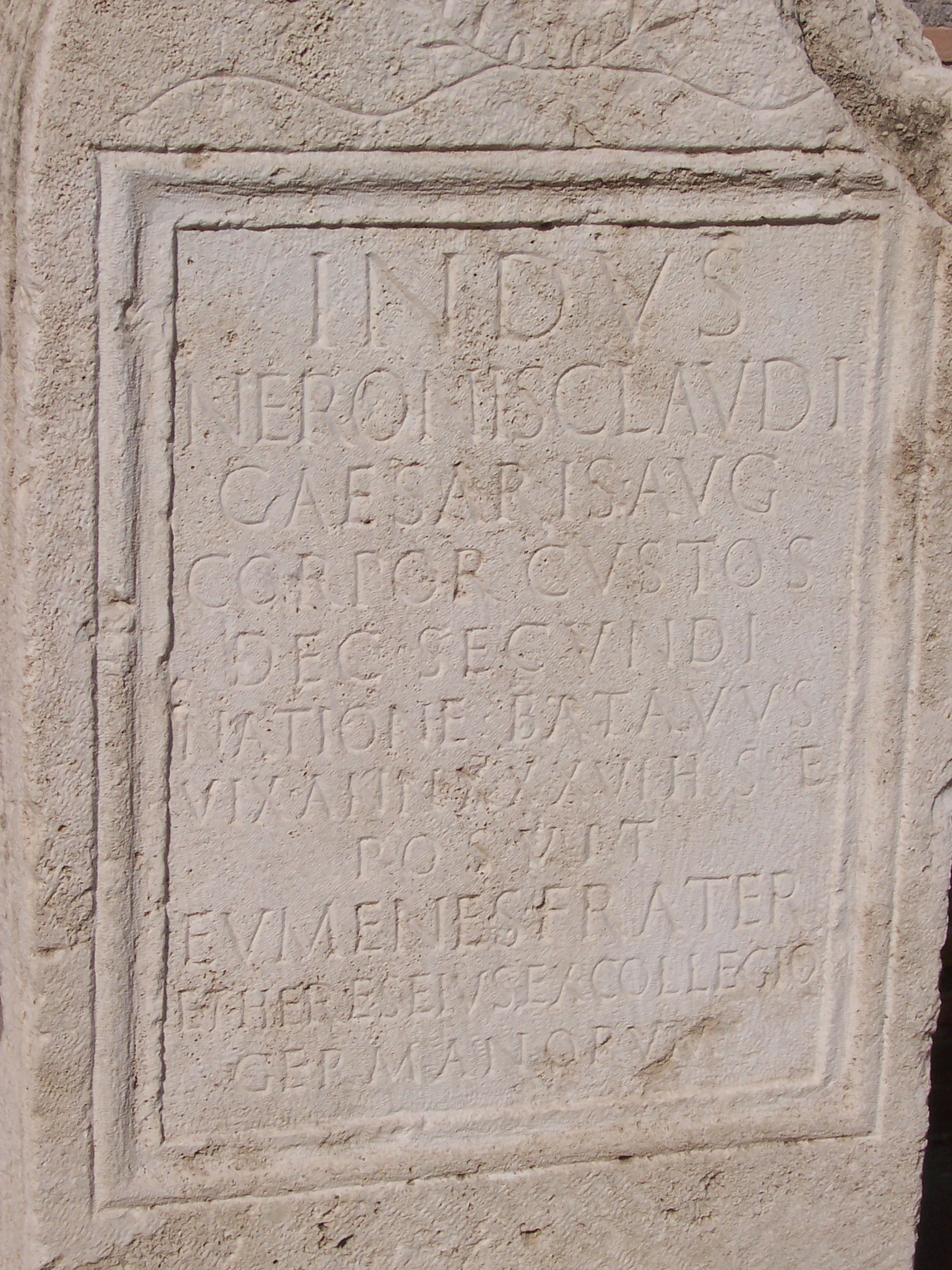
Estela funeraria de un miembro del Corporis Custodes de Nerón, Indus, de la «nación bátava».

Los bátavos (en latín: batavi) fueron un pueblo germánico que vivía en la zona que en la actualidad ocupan los Países Bajos. Originalmente, eran parte del pueblo cato y fueron citados por Tácito como habitantes del delta del Rin (Tácito, Historiae iv). Esto llevó a llamar en latín Batavia a la región.
Durante algún tiempo, entre 1795 y 1806, los Países Bajos adoptaron el nombre de República Bátava. Incluso Yakarta, la capital de Indonesia, fue denominada Batavia entre 1619 y 1942, durante la colonización neerlandesa.

## Historia
Julio César cita a los bátavos (Batavi) en su obra Comentarios a la guerra de las Galias, libro IV, 10.1, situándolos en una isla donde el Rin se separa en un brazo, el Waal. La posición estratégica del lugar fue aprovechada por los romanos para establecer fortificaciones.
Los descubrimientos arqueológicos evidencian que vivían en pequeñas poblaciones, de 6 a 12 casas, cultivando las fértiles tierras que se encuentran entre los dos ríos, viviendo de la agricultura y la cría del ganado. El mayor asentamiento romano en la zona fue un Oppidum Batavorum, destruido por completo durante las revueltas bátavas.
Tácito, en su obra De origine et situ Germanorum, cita a los bátavos como las más bravas tribus de la zona, endurecidos en las guerras, que tenían sus propias cohortes con sus jefes que combatieron en Britania. Afirma que mantenían relaciones amistosas con Roma, como aliados, sin necesidad de pagar tributos o tasa alguna. «Solo suministraron al Imperio armas y hombres», remarcó Tácito. Estaban bien preparados, por su destreza con los caballos y su increíble capacidad para cruzar los ríos con sus fuerzas sin perder la formación y sin necesidad de usar puentes. Dión Casio describe esta sorprendente táctica empleada por Aulo Plaucio contra los bárbaros en la batalla del río Medway.
A pesar de la alianza con Roma, los bátavos se sublevaron en la Germania Inferior entre el 69 y el 70, liderados por Cayo Julio Civilis, dando cuenta de cuatro legiones en una humillante derrota del ejército romano. Después, un gran contingente al mando de Quinto Petilio Cerial derrotó a los bátavos. El origen se remonta a Galba, quien disolvió con deshonor los Corporis Custodes, guardia personal de los emperadores romanos compuesta por bátavos y ordenó la detención de sus dos príncipes: Cayo Julio Civilis y su hermano Claudio Paulo. Se desconocen las razones de Galba, pero parecen estar fundadas en la lealtad mostrada por los bátavos a Nerón en Germania. Cayo regresó a Batavia, pero su hermano fue ejecutado en el 68.
Han sido encontradas numerosas tumbas y altares de bátavos a lo largo del Muro de Adriano, en especial en Escocia, Alemania, Yugoslavia, Hungría, Rumania y Austria, datadas en los siglos II y III. Se cree que a partir de este último, los bátavos se fusionaron con otros pueblos, como los francos y los frisones.